# Rafa (Kamieńczyk)
Rafa – kolonia wsi Kamieńczyk w Polsce, położona w województwie mazowieckim, w powiecie wyszkowskim, w gminie Wyszków.
Leży nad Bugiem, po wschodniej stronie Liwca, w rejonie ulicy Nad Rozlewiskiem.
Dawniej powiązana z Nadkolem.
W latach 1975–1998 miejscowość administracyjnie należała do województwa ostrołęckiego.